# Space Race (televisieserie)
Space Race is een BBC docu-dramaserie die in Engeland werd vertoond op BBC2 in september en oktober 2005 en door National Geographic Channel in 2006. 
De serie was een coproductie tussen (BBC, NDR (Duitsland), Channel One TV (Rusland) en National Geographic Channel (VS). 
Het vertelt in chronologische volgorde over de belangrijkste gebeurtenissen en karakters in de race naar de Maan tussen de Verenigde Staten en de Sovjet-Unie.
De serie richt zich vooral op Sergei Korolev, de belangrijkste raketontwerper van de Sovjet-Unie, en Wernher von Braun, zijn Amerikaanse tegenhanger. De serie was een gezamenlijke productie van Britse, Duitse, Amerikaanse en Russische teams.

## De serie
De serie bestaat uit 4 delen: 
- Race For Rockets over de periode 1944-1949
- Race For Satellites over de periode 1953-1958
- Race For Survival over de periode 1959-1961
- Race For The Moon over de periode 1964-1969

## Boek
Naar aanleiding van de serie is er door Deborah Cadbury een boek geschreven:
- Space Race: The Epic Battle Between America and the Soviet Union for Dominion of Space, 2006, HarperCollins, ISBN 0-06-084553-8

## Spelers
- Richard Dillane – Wernher von Braun
- Steve Nicolson – Sergei Korolev
- John Warnaby – Vasily Mishin
- Ravil Isyanov – Valentin Glushko
- Tim Woodward - Marshal Mitrofan Nedelin
- Eric Loren – Castenholz
- Chris Robson – Dieter Huzel
- Mark Dexter – Staver
- Oliver de la Fosse – Staver's Lieutenant
- Vitalie Ursu – Yuri Gagarin
- Oleg Stefan – Alexey Leonov
- Mariya Mironova – Nina
- Jeffrey Wickham – Kuznetsov
- Robert Jezek – Gilruth
- Robert Lindsay – Narrator
- Stuart Bunce – Lev Gaidukov
- David Barrass – Helmut Gröttrup
- Simon Day – Kammler
- Nicholas Rowe – R. V. Jones
- Mikhail Gorevoy – Ivan Serov
- Stephen Greif – Colonel Holger Toftoy
- Anna Barkan – Ksnenia Korolev
- Max Bollinger – Russian cosmonaut (VO)
- Todd Boyce – Alan Shepard
- Emil Măndănac – Viacheslav Lapo, Russian sound technician
- Mihai Dinvale – German Scientist
- Anthony Edridge - Chris Kraft